# Новоільїнське сільське поселення (Чернишевський район)
Новоільї́нське сільське поселення (рос. Новоильинское сельское поселение) — сільське поселення у складі Чернишевського району Забайкальського краю Росії.
Адміністративний центр та єдиний населений пункт — село Новоільїнськ.

## Населення
Населення сільського поселення становить 298 осіб (2019; 330 у 2010, 504 у 2002).